# 486
| 486                |
| ------------------ |
| Dødsfald - Fødsler |
|                    |

| Gregoriansk kalender | 486 CDLXXXVI            |
| Ab urbe condita      | 1239                    |
| Armensk kalender     | I/T                     |
| Kinesiske kalender   | 3182 – 3183 乙丑 – 丙寅 |
| Etiopisk kalender    | 478 – 479               |
| Jødisk kalender      | 4246 – 4247             |
| Hindukalendere       |                         |
| - Vikram Samvat      | 541 – 542               |
| - Shaka Samvat       | 408 – 409               |
| - Kali Yuga          | 3587 – 3588             |
| Iransk kalender      | 136 BP – 135 BP         |
| Islamisk kalender    | 140 BH – 139 BH         |

Se også 486 (tal)